# Burleson (Texas)
Burleson é uma cidade localizada no estado norte-americano do Texas, no Condado de Johnson e Condado de Tarrant.

## Demografia
Segundo o censo norte-americano de 2000, a sua população era de 20.976 habitantes. 
Em 2006, foi estimada uma população de 31.660, um aumento de 10684 (50.9%).

## Geografia
De acordo com o United States Census Bureau tem uma área de 51,1 km², dos quais 50,9 km² cobertos por terra e 0,2 km² cobertos por água. Burleson localiza-se a aproximadamente 207 m acima do nível do mar.

## Localidades na vizinhança
O diagrama seguinte representa as localidades num raio de 12 km ao redor de Burleson. 